# La Frasnée
La Frasnée est une commune française située dans le département du Jura, dans la région culturelle et historique de Franche-Comté et la région administrative Bourgogne-Franche-Comté. 
Ses habitants se nomment les Gangoniens et Gangoniennes.

## Géographie

### Climat
Pour des articles plus généraux, voir Climat de la Bourgogne-Franche-Comté et Climat du département du Jura.
En 2010, le climat de la commune est de type climat de montagne, selon une étude du Centre national de la recherche scientifique s'appuyant sur une série de données couvrant la période 1971-2000. En 2020, Météo-France publie une typologie des climats de la France métropolitaine dans laquelle la commune est dans une zone de transition entre le climat semi-continental et le climat de montagne et est dans la région climatique  Jura, caractérisée par une forte pluviométrie en toutes saisons (1 000 à 1 500 mm/an), des hivers rigoureux et un ensoleillement médiocre. 
Pour la période 1971-2000, la température annuelle moyenne est de 8,6 °C, avec une amplitude thermique annuelle de 16,1 °C. Le cumul annuel moyen de précipitations est de 1 692 mm, avec 12,6 jours de précipitations en janvier et 10,3 jours en juillet. Pour la période 1991-2020, la température moyenne annuelle observée sur la station météorologique de Météo-France la plus proche, « Cogna », sur la commune de Cogna à 5 km à vol d'oiseau, est de 10,8 °C et le cumul annuel moyen de précipitations est de 1 557,5 mm. 
La température maximale relevée sur cette station est de 39 °C, atteinte le 12 août 2003 ; la température minimale est de −18,5 °C, atteinte le 6 février 2012,,. 
Les paramètres climatiques de la commune ont été estimés pour le milieu du siècle (2041-2070) selon différents scénarios d'émission de gaz à effet de serre à partir des nouvelles projections climatiques de référence DRIAS-2020. Ils sont consultables sur un site dédié publié par Météo-France en novembre 2022.

## Urbanisme

### Typologie
Au 1er janvier 2024, La Frasnée est catégorisée commune rurale à habitat très dispersé, selon la nouvelle grille communale de densité à sept niveaux définie par l'Insee en 2022.
Elle est située hors unité urbaine. Par ailleurs la commune fait partie de l'aire d'attraction de Lons-le-Saunier, dont elle est une commune de la couronne,. Cette aire, qui regroupe 139 communes, est catégorisée dans les aires de 50 000 à moins de 200 000 habitants,.

### Occupation des sols
L'occupation des sols de la commune, telle qu'elle ressort de la base de données européenne d’occupation biophysique des sols Corine Land Cover (CLC), est marquée par l'importance des forêts et milieux semi-naturels (83,5 % en 2018), une proportion identique à celle de 1990 (83,5 %). La répartition détaillée en 2018 est la suivante : 
forêts (83,5 %), zones agricoles hétérogènes (16,5 %). L'évolution de l’occupation des sols de la commune et de ses infrastructures peut être observée sur les différentes représentations cartographiques du territoire : la carte de Cassini (XVIIIe siècle), la carte d'état-major (1820-1866) et les cartes ou photos aériennes de l'IGN pour la période actuelle (1950 à aujourd'hui).

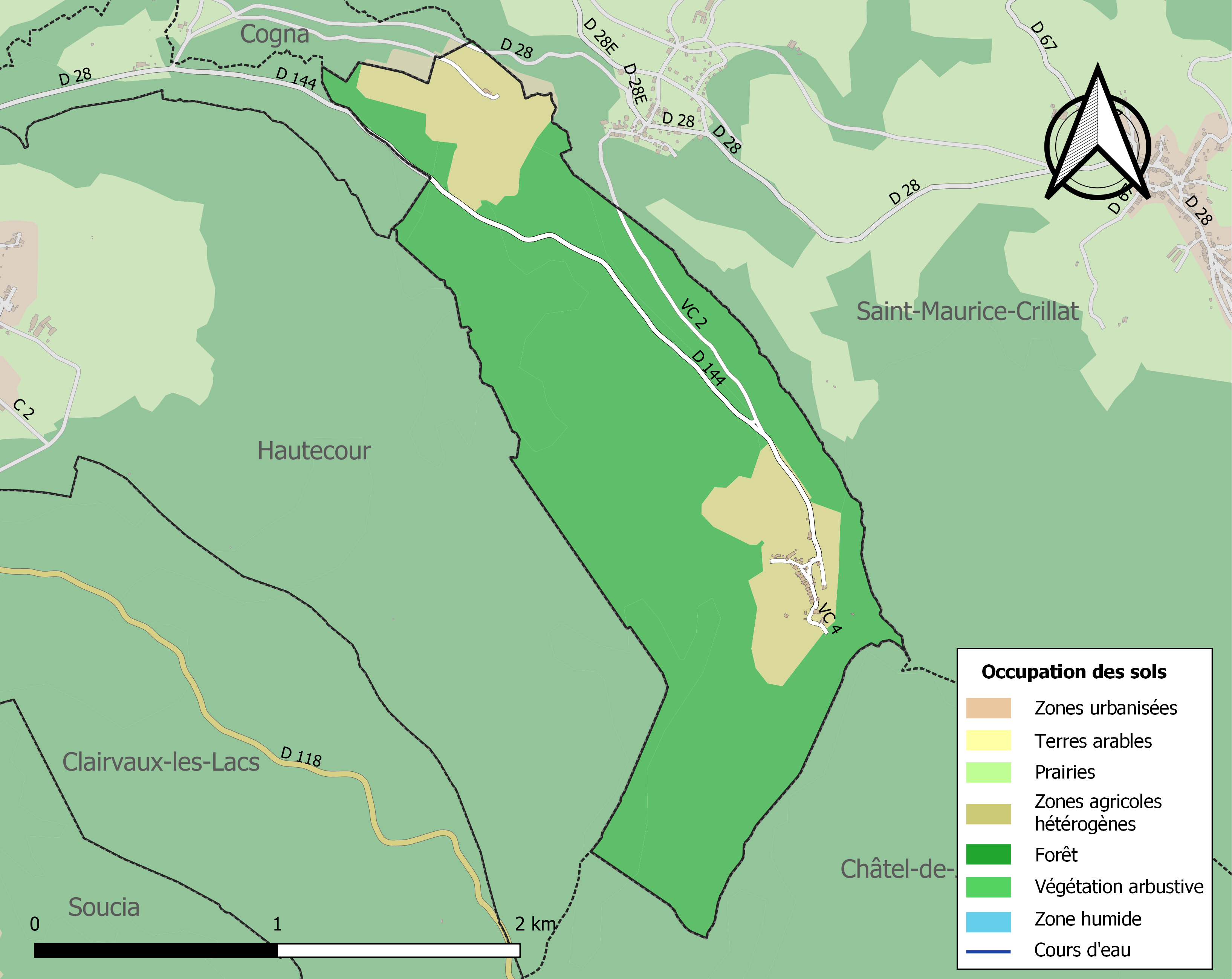
Carte des infrastructures et de l'occupation des sols de la commune en 2018 (CLC).

## Histoire
(mai 2010).
Si vous disposez d'ouvrages ou d'articles de référence ou si vous connaissez des sites web de qualité traitant du thème abordé ici, merci de compléter l'article en donnant les références utiles à sa vérifiabilité et en les liant à la section « Notes et références ».
Aux alentours de 1408, il n'y avait que sept familles habitant le village. Elles étaient sous la toute-puissance féodale puisque La Frasnée dépendait de la baronnie de Clairvaux-les-Lacs. Pendant longtemps La Frasnée a dépendu de l'église prieurale et paroissiale de Clairvaux et puis, pendant un temps, de l'église de Saint-Maurice. La Frasnée possédait une petite chapelle qui existe encore de nos jours, avec un clocher, une nef et un sanctuaire.
Les plus anciens registres datent d'environ 1790 ; d'ailleurs à cette époque il y avait 116 habitants contre 40 aujourd'hui. Autrefois dans cette commune on y élevait du bétail à cornes, des moutons, des porcs et il y avait même une quarantaine de ruches toujours présentes et faisant la joie des habitants du village. Bien que les principales ressources dépendaient du transport et du sciage du bois de sapin, on y produisait aussi du blé, de l'orge, de l'avoine et surtout beaucoup de fruits et de noix. D'ailleurs la fierté du village venait aussi du fait qu'il était doté d'un moulin  à trois tournants, de trois scieries, et d'un battoir à blé. Autre fierté de La Frasnée : il existait une tuilerie  dont on peut encore admirer les ruines où étaient fabriquées les meilleures tuiles vernissées mais elle a été malheureusement démolie il y a bien longtemps. Petite anecdote que les habitants aiment à conter aux passants, c'est celle d'un squelette retrouvé au flanc de la cascade en 1810 par des jeunes bergers : ce n'est pas tant le squelette en lui-même qui fut auréolé fort longtemps de mystère mais plutôt le fait qu'il y avait à son côté une épée espagnole.
Dans la reculée de la Frasnée, nait le Drouvenant, cours d'eau magnifique que l'on habille de mille et une superstitions populaires qui l'ont rendu pittoresque.

## Politique et administration
| Période   | Période   | Identité        | Étiquette | Qualité                     |
| --------- | --------- | --------------- | --------- | --------------------------- |
| mars 2001 | mars 2006 | Benoit Hofer    |           |                             |
| mars 2006 | En cours  | Sylviane Perron | PCF       | Retraitée de l'enseignement |

## Démographie
L'évolution du nombre d'habitants est connue à travers les recensements de la population effectués dans la commune depuis 1793. Pour les communes de moins de 10 000 habitants, une enquête de recensement portant sur toute la population est réalisée tous les cinq ans, les populations de référence des années intermédiaires étant quant à elles estimées par interpolation ou extrapolation. Pour la commune, le premier recensement exhaustif entrant dans le cadre du nouveau dispositif a été réalisé en 2007.

En 2022, la commune comptait 40 habitants, en évolution de +5,26 % par rapport à 2016 (Jura : −0,81 %, France hors Mayotte : +2,11 %).
| 1793 | 1800 | 1806 | 1821 | 1831 | 1836 | 1841 | 1846 | 1851 |
| ---- | ---- | ---- | ---- | ---- | ---- | ---- | ---- | ---- |
| 115  | 132  | 133  | 143  | 136  | 136  | 139  | 132  | 128  |

| 1856 | 1861 | 1866 | 1872 | 1876 | 1881 | 1886 | 1891 | 1896 |
| ---- | ---- | ---- | ---- | ---- | ---- | ---- | ---- | ---- |
| 107  | 99   | 82   | 72   | 62   | 60   | 62   | 59   | 51   |

| 1901 | 1906 | 1911 | 1921 | 1926 | 1931 | 1936 | 1946 | 1954 |
| ---- | ---- | ---- | ---- | ---- | ---- | ---- | ---- | ---- |
| 48   | 47   | 53   | 39   | 46   | 56   | 45   | 53   | 58   |

| 1962 | 1968 | 1975 | 1982 | 1990 | 1999 | 2006 | 2007 | 2012 |
| ---- | ---- | ---- | ---- | ---- | ---- | ---- | ---- | ---- |
| 66   | 51   | 64   | 47   | 39   | 41   | 40   | 40   | 37   |

| 2017 | 2022 | - | - | - | - | - | - | - |
| ---- | ---- | - | - | - | - | - | - | - |
| 39   | 40   | - | - | - | - | - | - | - |

## Culture locale et patrimoine

### Lieux et monuments
- Église Saint-Nithier

### Patrimoine naturel
- Cascade et reculée

### Personnalités liées à la commune
Pierric Bailly, écrivain français, né en 1982, vécut à La Frasnée.